# Millie Bobby Brown
Millie Bonnie Brown (Marbella, 19 februari 2004),  professioneel bekend als Millie Bobby Brown  is een Britse actrice. Ze werd in zowel 2017 als 2018 genomineerd voor een Emmy Award voor haar rol als "Eleven Hopper" in de Netflixserie Stranger Things. Hiervoor won ze onder meer een Saturn Award en een People's Choice Award.

## Biografie

### Kinderjaren
Brown werd geboren in Marbella in Spanje. Bij haar geboorte had ze al gehoorverlies in haar rechter oor, tegenwoordig is ze volledig doof aan deze kant. Toen ze vier was, verhuisde ze met haar ouders naar het Engelse Bournemouth en vier jaar later emigreerde het gezin naar Orlando in Florida. De actrice woont in Atlanta in Georgia, maar ze brengt ook haar tijd door in Londen.

### Carrière
Ze had in 2013 een bijrol in de ABC-tv-fantasyserie Once Upon a Time in Wonderland, waar ze de jonge Alice speelde. Ze had ook een bijrol in bekende series als NCIS, Modern Family en Grey's Anatomy. Brown verkreeg de grootste bekendheid in haar carrière tot nu toe nadat ze in 2016 de hoofdrol Eleven kreeg in de tv-serie Stranger Things. Ze werd door deze rol geroemd als actrice.
In 2018 werd bekendgemaakt dat Brown de hoofdrol zal gaan invullen in de Netflix Original Enola Holmes en deze tevens zal gaan produceren. De film is in september 2020 op Netflix gepubliceerd. De vervolgfilm, Enola Holmes 2, kwam uit op 4 november 2022.
Brown werd in november 2018 verkozen tot goodwillambassadeur van UNICEF, als jongste ooit.
Brown is sinds 2019, naast haar acteerwerk, tevens actief als promotor van schoonheidsmiddelen die onder de handelsnaam Florence By Mills op de markt worden gebracht.

## Filmografie

### Films
| jaar | Titel                          | Rol             | Opmerkingen                  |
| ---- | ------------------------------ | --------------- | ---------------------------- |
| 2019 | Godzilla: King of the Monsters | Madison Russell | Hoofdrol                     |
| 2020 | Enola Holmes                   | Enola Holmes    | Hoofdrol en tevens producent |
| 2021 | Godzilla vs. Kong              | Madison Russell | Hoofdrol                     |
| 2022 | Enola Holmes 2                 | Enola Holmes    | Hoofdrol en tevens producent |
| 2024 | Damsel                         | prinses Elodie  | Hoofdrol                     |
| 2025 | The Electric State             | Michelle        | Hoofdrol                     |

### Televisieseries
| Jaar       | Titel                          | Rol              | Opmerkingen                              |
| ---------- | ------------------------------ | ---------------- | ---------------------------------------- |
| 2013       | Once Upon a Time in Wonderland | Jonge Alice      | 2 afleveringen                           |
| 2014       | Intruders                      | Madison O'donnel | 8 afleveringen                           |
| 2014       | NCIS                           | Rachel Barnes    | Aflevering "Parental Guidance Suggested" |
| 2015       | Modern Family                  | Lizzy            | Aflevering "Closet? You'll Love It!"     |
| 2015       | Grey's Anatomy                 | Ruby             | Aflevering "I Feel the Earth Move"       |
| 2016–heden | Stranger Things                | Eleven           | Hoofdrol                                 |

## Prijzen en nominaties
Na het eerste seizoen van Stranger Things werd Brown genomineerd voor verschillende prijzen, waarvan ze er enkele won, onder meer de prijs voor beste jonge acteur in een tv-programma.
| Jaar | Genomineerd werk | Prijs                                   | Categorie                                                                   | Uitslag     | Referenties |
| ---- | ---------------- | --------------------------------------- | --------------------------------------------------------------------------- | ----------- | ----------- |
| 2017 | Stranger Things  | People's Choice Awards                  | Favorite Sci-Fi/Fantasy TV Actress                                          | Genomineerd | [ 6 ]       |
| 2017 | Stranger Things  | Screen Actors Guild Awards              | Outstanding Performance by a Female Actor in a Drama Series                 | Genomineerd | [ 7 ]       |
| 2017 | Stranger Things  | Screen Actors Guild Awards              | Outstanding Performance by an Ensemble in a Drama Series                    | Gewonnen    | [ 7 ]       |
| 2017 | Stranger Things  | Fangoria Chainsaw Awards                | Best TV Actress                                                             | Gewonnen    | [ 8 ]       |
| 2017 | Stranger Things  | Saturn Award                            | Saturn Award for Best Performance by a Younger Actor in a Television Series | Gewonnen    | [ 9 ]       |
| 2017 | Stranger Things  | MTV Movie Awards                        | Best Actor in a Show                                                        | Gewonnen    | [ 10 ]      |
| 2017 | Stranger Things  | MTV Movie Awards                        | Best Hero                                                                   | Genomineerd | [ 10 ]      |
| 2017 | Stranger Things  | Teen Choice Award                       | Choice Breakout TV Star                                                     | Genomineerd | [ 11 ]      |
| 2017 | Stranger Things  | Primetime Emmy Awards                   | Outstanding Supporting Actress in a Drama Series                            | Genomineerd | [ 12 ]      |
| 2017 | Stranger Things  | Gold Derby Awards\|Gold Derby TV Awards | Drama Supporting Actress                                                    | Genomineerd | [ 13 ]      |
| 2017 | Stranger Things  | Gold Derby Awards\|Gold Derby TV Awards | Breakthrough Performer of the Year                                          | Gewonnen    | [ 13 ]      |
| 2017 | Haarzelf         | NME Awards                              | Hero of the Year                                                            | Genomineerd | [ 14 ]      |